# Garth Brooks
Troyal Garth Brooks (Tulsa, Oklahoma, 7 februari 1962) is een zanger, songwriter en acteur, die countrymuziek maakt. Tegenwoordig besteedt hij veel tijd aan goede doelen.
Brooks leverde een grote muzikale bijdrage aan countrymuziek in de jaren negentig. Hij verscheen uit het niets zonder de stereotypen van mannelijke country sterren en had gelijk grote commerciële successen doordat hij elementen uit popmuziek en rockmuziek integreerde in zijn liveoptredens. Al snel begon de countrystijl zijn muziek te domineren en de verkopen van zijn platen schoten omhoog.
Brooks genoot van zijn succesvolle carrière, met 70 hitsingles en 15 albums die in de hitlijsten hebben gestaan achter zijn naam. Maar hij wilde meer en wilde zijn carrière uitbreiden. Hij stortte zich op een later gefaald mediaproject dat draaide om een fictief alter ego Chris Gaines.
Na ongeveer een decennium muziek te hebben gemaakt, kondigde Brooks in 1999 aan te stoppen met muziek en optredens. Hij wilde zich richten op het opvoeden van zijn dochters. Hij verdween net zo snel uit de muziekwereld als dat hij gekomen was. Voor veel fans van over de hele wereld blijft hij een legende.

## Jeugd en carrière
Garth Brooks groeide op in Yukon, in de staat Oklahoma. Zijn vader werkte voor een oliebedrijf en zijn moeder was actief als countryzangeres in de jaren vijftig. Garth kreeg tijdens het opgroeien steeds meer interesse in de muziek en zong in ongedwongen sfeer met zijn familie, maar zijn grootste interesse was atletiek. Hij deed aan American football, honkbal en atletiek op de middelbare school.
Brooks ging naar de Oklahoma State University op een atletiekbeurs. In 1984 studeerde hij af in Marketing.
1984 was ook het jaar dat zijn zangcarrière van start ging. Hij werd zeer succesvol als lokale artiest en speelde in afgeladen clubs en bars in Oklahoma en omstreken. Maar zijn uitstapje naar Nashville in 1985 om een platencontract te tekenen, liep uit op een mislukking.
Brooks ging terug naar Oklahoma en trouwde in 1986 met Sandy Mahl, die hij ontmoet had toen hij in een bar werkte.
In 1987 verhuisde het stel naar Nashville, en Brooks vond uiteindelijk zijn weg in de muziekindustrie. In 1988 werd hij onder contract gesteld bij Capitol Records.

## Begin van het succes
In 1989 kwam zijn eerste album uit dat hoog in de hitlijsten eindigde. Het grootste deel van het album was countrymuziek, met invloeden van George Strait.
Het album No Fences verscheen in 1990 en het kwam op nummer 1 terecht in de hitlijsten. Dit album werd het meest verkochte album van Garth Brooks. Wereldwijd werden er 20 miljoen exemplaren van verkocht. Het nummer I've got Friends in Low Places werd favoriet bij de Amerikaanse troepen die in 1991 in de Golfoorlog gestationeerd waren. Het album bevat ook twee klassiekers Thunder Rolls en Unanswered Prayers.

## Overheersing
Toen Brooks' derde album Ropin the Wind uitgebracht werd in september 1991, kwam het op nummer 1 binnen in de hitlijsten. In de voorverkoop werden reeds vier miljoen exemplaren verkocht. Het was het eerste country album dat op nummer 1 binnen kwam in de hitlijsten. Mede door dit succes werden ook zijn eerste twee albums weer beter verkocht en belandden nogmaals in de hitlijsten.
Zijn vierde album heet The Chase. Volgens Brooks is dit het album dat het diepst uit zijn innerlijk komt. Ook dit album werd een groot succes. Het kon qua verkoopaantallen echter niet tippen aan voorgaande albums.
Brooks won zijn eerste Grammy Award voor beste mannelijke country performance in 1992 voor zijn album Ropin the Wind. Ook won hij een Academy of Country Music Award voor Entertainer van het jaar in 1990 t/m 1993, 1997 en 1998.
Brooks had als bijnaam Garth Vader. Dit is een verwijzing naar zijn "invasie" van de hitlijsten en zijn succes als een icoon van het country genre. De bijnaam is weer afgeleid van Darth Vader en waarschijnlijk verzonnen door een dj (Nick Barraclough) van de BBC.
Tijdens deze periode kregen Garth en Sandy drie kinderen: Taylor Mayne Pearl (8 juli 1992), August Anna (3 mei 1994) en Allie Colleen (28 juli 1996).
Een van de latere pieken in de carrière van Brooks was op 7 augustus 1997. Toen gaf hij een gratis concert in het Central Park in New York. Het bracht honderdduizenden mensen naar het concert in een stad die volgens sommigen heel ver van het countrygebeuren afstaat. Schattingen naar het bezoekersaantal liepen uiteen van 250.000 tot 750.000 mensen. Dit aantal is een schatting omdat veel mensen buiten het park op de straten moesten blijven luisteren omdat het park vol was. In 1998 won Brooks weer de prijs van entertainer van het jaar.

## Liefdadigheidsactiviteiten
In 1991 deed Brooks samen met veel andere artiesten mee met het Voices That Care-project. Er werd een single uitgebracht om geld in te zamelen voor de Geallieerde Troepen in de Golfoorlog.
In 1999 begon Garth Brooks de Teammates for Kids Foundation die zorgde voor financiële hulp voor liefdadigheid ten behoeve van kinderen. De organisatie is actief in drie verschillende sporten:
- Touch 'Em All Foundation - Honkbal
- Top Shelf - Hockey
- Touchdown - American Football

Brooks is ook actief als fondsenwerver voor veel verschillende liefdadigheidsinstellingen waaronder een aantal voor kinderen. Hij geeft ook minstens 1 miljoen dollar aan de bescherming van dieren (Wildlife).

## Pensioen
Toen zijn carrière in de lift zat, frustreerde het Garth Brooks dat dit botste met zijn gezinsleven. Hij sprak al over terugtrekking uit de muziek in 1992 en 1995, maar ook in 1999 dacht hij erover te stoppen.
In 1999 gingen hij en Sandy uit elkaar. Ze maakten hun scheidingsplannen bekend op 6 oktober 2000. Op 26 oktober van dat jaar maakte Brooks officieel bekend dat hij stopte met optreden. Hij had op dat moment 100 miljoen platen verkocht.
In 2001 kwam nog een album uit van Brooks Scarecrow. Dit is zijn laatste album. Hij deed nog een paar promotie-optredens, maar bleef bij zijn besluit om verder niet meer op te treden, in ieder geval totdat zijn jongste dochter Allie 18 jaar geworden is. Hoewel het album niet zoveel verkocht werd als zijn eerdere albums, bereikte het toch nummer 1 in de hitlijsten.
Op 25 mei 2005 deed Brooks een aanzoek aan zijn vriendin en tevens country muziek ster Trisha Yearwood. Ze trouwden op 10 december 2005 in Oklahoma. Het is Brooks' tweede huwelijk en Yearwoods derde.
In september 2005 vond Brooks dat zijn pensioen lang genoeg geduurd had en zette hij zich in voor de slachtoffers van de orkaan Katrina.
Op 6 november 2007 heeft hij echter een box met 2 cd's en 1 dvd uitgebracht, "The Ultimate Hits", waar ook enkele nieuwe nummers op staan. De promotiesingle "More Than A Memory " stond van de 1ste week op nummer 1 in Billboards "Hot Country Songs".
Op 15 oktober 2009 heeft hij zijn comeback aangekondigd. Op lang aandringen van Las Vegas casino miljardair Steve Wynn tekende Garth een contract van 5 jaar bij Wynn Resorts. Garth Brooks is nu maandelijks te zien in het Encore resort & casino Las Vegas.

## Nieuwe wereldtournee
Op 9 december 2013 maakte Garth Brooks in 'Good Morning America' bekend dat hij in 2014 aan een nieuwe wereldtournee zou gaan beginnen, nu zijn kinderen zelfstandig genoeg zijn.

## Discografie

### Studioalbums
- 1989: Garth Brooks
- 1990: No Fences
- 1991: Ropin' the Wind
- 1992: The Chase
- 1993: In Pieces
- 1995: Fresh Horses
- 1997: Sevens
- 2001: Scarecrow
- 2005: The Lost Sessions
- 2014: Man Against Machine
- 2016: Gunslinger
- 2020: Fun

### Compilaties en andere albums
- 1994: The Garth Brooks Collection
- 1994: The Hits
- 1998: Double Live
- 2007: The Ultimate Hits
- 2013:  Blame it all on my roots (6cd + 2dvd (boxset))

## Prijzen
- 2 Grammy Awards (totaal 6 nominaties)
- 16 American Music Awards
- 11 Country Music Association
- 18 Academy of Country Music
- 5 World Music Awards
- 10 People's Choice Awards
- 24 Billboard Music Awards
- 2 American Society of Composers, Authors, and Publishers Awards
- 2 Blockbuster Awards
- American Music Awards, Artist of the Decade (1990s)
- Academy of Country Music, Artist of the Decade (1990s)
- Recording Industry Association of America, Artist of the Century (1900s)
- 1 Radio Music Award
- 7 Primetime Emmy Award nominaties (Outstanding in a Variety of Music Program)
- 1 Golden Globe Award nominatie (Beste originele nummer)
- Songwriters Hall of Fame: 2002
- Country Music Hall of Fame: 2012